# Теишу (Бузау)
Теишу (рум. Teișu) насеље је у Румунији у округу Бузау у општини Козиени. Oпштина се налази на надморској висини од 341 m.

## Становништво
Према подацима из 2002. године у насељу је живело 110 становника, од којих су сви румунске националности.